# Фулгу
Фулгу (рум. Fulgu) — село у повіті Васлуй в Румунії. Входить до складу комуни Пуєшть.
Село розташоване на відстані 250 км на північний схід від Бухареста, 30 км на південний захід від Васлуя, 74 км на південь від Ясс, 129 км на північ від Галаца.

## Населення
За даними перепису населення 2002 року у селі проживали 153 особи, усі — румуни. Усі жителі села рідною мовою назвали румунську.